# Tăng carbon-14 trong giai đoạn 774–775
Tăng carbon-14 trong giai đoạn 774–775 là mức tăng quan sát được khoảng 1,2% của hàm lượng đồng vị carbon-14 trong các vòng lõi vỏ cây trong các năm 774 hoặc 775. Tỷ lệ tăng này cao gấp 20 lần khi so với mức tăng thông thường. Thông qua một nghiên cứu đối với cây liễu sam, các nhà khoa học đã khám phá ra việc này, với năm xảy ra được tính toán theo khoa nghiên cứu tuổi thọ cây. Sự gia tăng đồng vị beryli-10 (10Be) trong lõi băng ở Nam Cực cũng có liên hệ với thời điểm năm 774–775 này.
Sự kiện này dường như có quy mô toàn cầu, với cùng một lượng tăng của carbon-14 được tìm thấy trong các vòng vỏ cây ở Đức, Nga, Mỹ, và New Zealand.

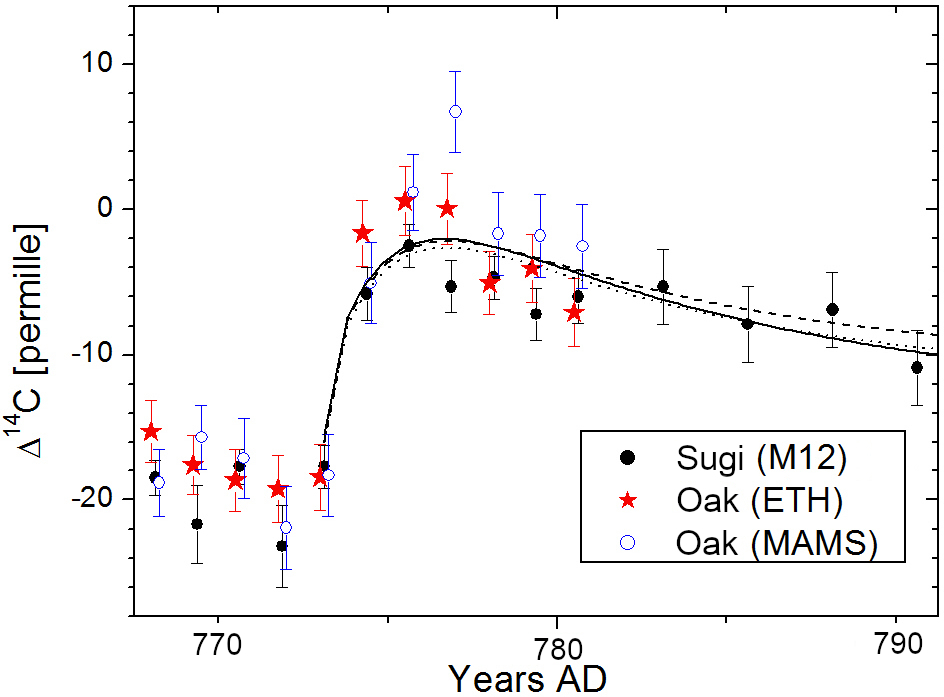
Hình 1: Lượng carbon-14 tăng đột biến vào khoảng năm 774.

Tín hiệu thể hiện mức tăng mạnh khoảng 1,2%, sau đó là sự suy giảm chậm (xem hình 1), điển hình cho việc sản xuất carbon-14 trong khí quyển, cho thấy rằng sự kiện đã xảy ra trong một thời gian ngắn. Sản lượng carbon-14 trung bình trên toàn cầu cho sự kiện này được tính là (1.3 ± 0.2) × 108 nguyên tử/cm2.